# Menhanlal Atal
Menhanlal Atal (Hardoi, India británica, 9 de octubre de 1886 - Pekín, 1 de diciembre de 1957) fue un médico, poeta y político indio que participó en la guerra civil española y en la segunda guerra sino-japonesa.

## Biografía
Estudió en el Reino Unido en sus primeros años, se graduó en la Universidad de Edimburgo y es miembro del Royal College of Surgeons. En Inglaterra, se desempeñó como director del hospital. Después de regresar a la India, trabajó como profesor en la universidad. 
En 1936, Menhanlal Atal se unió a las Brigadas Internacionales y fue a España para realizar tratamiento médico de campo en la guerra civil española.Después de estar un año en España le llamaron para regresar a la India y formar un equipo de cinco médicos para ayudar a China en su lucha contra Japón. Inicialmente trabajaron en Hankou, Yichang, Chongqing y otros lugares, y luego fueron a Yan'an y la línea del frente de Shanxi.
Atal fue arrestado y encarcelado durante un año por participar en un movimiento que pedía a los colonos británicos que "abandonaran la India". Cuando el ejército estadounidense participó en la guerra de Corea en 1950, fue el primer indio que apoyó "la no intervención en Corea".
En noviembre de 1950, Menhanlal Atal encabezó una delegación india para asistir al Segundo Congreso Mundial para la Defensa de la Paz en Varsovia, Polonia. En agosto de 1952, fue elegido vicepresidente del Comité de Paz de Uttar Pradesh en la Conferencia de Paz de Uttar Pradesh en India. Más tarde, Atal también se desempeñó como vicepresidente del Consejo Mundial de la Paz de toda la India.
En enero de 1951, Atal aprovechó la oportunidad para asistir a una reunión del Comité Permanente del Consejo Mundial de la Paz en Ginebra y visitó la República Popular China. En 1957, durante el Día Nacional de la República Popular China, Atal y los otros tres miembros supervivientes del equipo médico indio en China, fueron invitados a visitar China. Sin embargo, enfermó repentinamente después de llegar a Pekín y se descubrió que tenía cirrosis hepática avanzada. El 1 de diciembre de 1957, murió en el Peking Union Medical College Hospital. El gobierno de la República Popular China celebró una gran reunión en su memoria.
En 1958, según el testamento de Edward, parte de las cenizas fueron esparcidas en el río Ganges en India y parte en el ferry Tongguan del río Amarillo en China. En 1958, se construyó el "Monumento al Dr. Edward" junto a la tumba de Kotnis en el cementerio de los Mártires de la Región Militar del Norte de China en Shijiazhuang.